# Syrphus yamatonis
Syrphus yamatonis är en tvåvingeart som beskrevs av Matsumura 1931. Syrphus yamatonis ingår i släktet solblomflugor, och familjen blomflugor. Inga underarter finns listade i Catalogue of Life.